# Noble -Live-
NOBLE -LIVE- – album koncertowy zespołu Versailles wydany 1 września 2010 roku. Jest to koncertowa wersja albumu NOBLE, jednakże utwory To The Chaos Inside i Episode nie są tu zawarte.

## Lista utworów
| Nr  | Tytuł                              | Autorzy tekstów | Muzyka     | Czas |
| --- | ---------------------------------- | --------------- | ---------- | ---- |
| 1.  | "Prelude"                          | Kamijo          | Kamijo     | 4:24 |
| 2.  | "Aristocrat's Symphony"            | Kamijo          | Kamijo     | 6:31 |
| 3.  | "Antique in the Future"            | Kamijo          | Kamijo     | 6:13 |
| 4.  | "Second Fear -Another Descendant-" | Kamijo          | Teru       | 3:13 |
| 5.  | "zombie"                           | Kamijo          | Teru       | 4:16 |
| 6.  | "After Cloudia"                    | Kamijo          | Hizaki     | 5:14 |
| 7.  | "windress"                         | Kamijo          | Hizaki     | 4:25 |
| 8.  | "The Revenant Choir"               | Kamijo          | Versailles | 6:18 |
| 9.  | "SUZERAIN"                         | Kamijo          | Hizaki     | 4:35 |
| 10. | "History of the Other Side"        | Kamijo          | Hizaki     | 9:54 |
| 11. | "PRINCE"                           | Kamijo          | Hizaki     | 5:57 |